# Karnal
Karnal (hindi करनाल) és una ciutat i municipalitat de l'estat d'Haryana, capital del districte de Karnal, a 123 km al nord de Delhi i 126 al sud de Chandigarh, a la riba de l'antic llit del Jumna (a uns 12 km del riu en el curs actual). Segons el cens del 2001 la població era de 210.476 habitants. La població el 1868 era de 27.022, el 1881 era de 23.133 i el 1901 de 23.559 habitants.

## Història
Segons la tradició la va fundar el raja Karnal esmentat al Mahabharata. El 1573 fou saquejada per Ibrahim Husain Mirza revoltat contra Akbar i el 1709 pel cap maratha Banda Bairagi. El 13 de febrer de 1739 fou teatre de la batalla en què Nàdir-Xah Afxar de Pèrsia va derrotar l'emperador Muhammad Shah de Delhi. Raja Gopal Singh de Jind se'n va apoderar el 1763, després de la caiguda de Sirhind, i encara que el 1775 fou reconquerida per Najaf Khan, governador de Delhi, Gajpat Singh la va tornar a ocupar. El seu fill Bhag Singh la va perdre davant els marathes el 1785 o 1787 però aquestos amenaçats pels sikhs la van cedir a George Thomas el 1795. Vers el 1799 va passar a mans de Gurdit Singh of Ladwa, que la va retenir fins al 1805 quan en la lluita contra els britànics, aquestos la van ocupar junt amb altres territoris del raja que no obstant va conservar la independència sent reconegut feudatari el 1809; la pargana fou concedida en istimrari als nawabs de Mandal a canvi dels seus territoris a la província d'Agra a la vora del Jumna; el 1811 els britànics hi van establir un campament militar que van abandonar 30 anys després per la malària (1841). La fortalesa, construïda per Gopal Singh de Jind, fou residència de Dost Mohammad Khan, emir de Kabul com a presoner de l'estat (1840). La fortalesa va servir com a presó i després quater i finalment el 1862 fou cedida al departament d'educació. La municipalitat es va crear el 1867. Fou el lloc de naixement de Liaqat Ali Khan (nawab de Junjpura), el primer primer ministre de Pakistan. El general Pervez Musharraf, que fou president de Pakistan, també era originari de Karnal i l'haveli familiar (casa pairal) en ruïnes és a la ciutat.

## Llocs destacats[1]
- Llac Karna
- Hotel Jewel's
- Karnal Haveli
- Oasis Tourist Resort
- Golf Club
- Atal Park
- Rose Garden
- Karna Taal
- Devi Temple
- Cantonment Church Tower
- Old Fort
- Gurdwara Manji Sahib
- Karan Gate market
- Savoy Green
- Ciutat vella
- Namestey Chowk

## Nawabs Mandal
- Rukn-ud-Daulah Shamsher Jang Bahadur Nawab Ahmad Ali Khan ?-1867
- Rukn-ud-Daulah Shamsher Jang Bahadur Nawab Azmat Ali Khan Bahadur (fill) 1867-1908
- Rukn-ud-Daulah Shamsher Jang Bahadur Nawab Rustam Ali Khan Bahadur (germà) 1908-1918
- Rukn-ud-Daulah Shamsher Jang Bahadur Nawab Muhammad Sajjad Ali Khan (fill) 1918-1947